# Ennsdorf (Steyr)

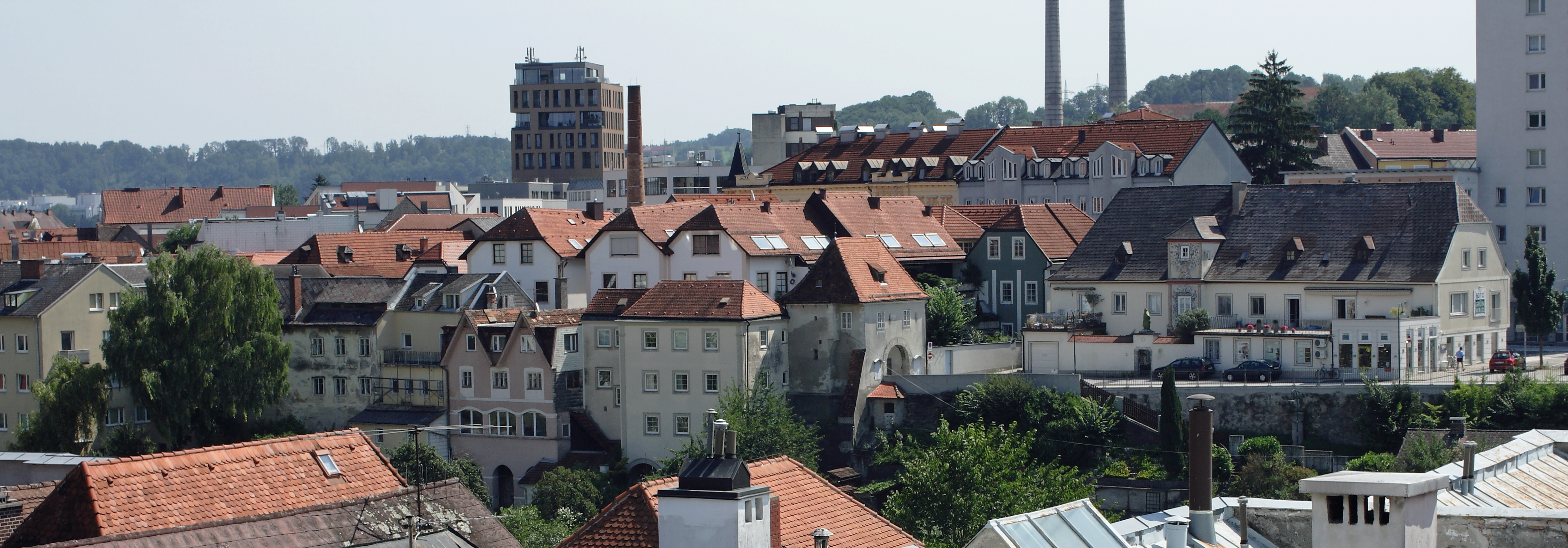
Blick vom Stadtplatz

Ennsdorf ist ein Stadtteil der oberösterreichischen Stadt Steyr. Angrenzende Stadtteile sind Ennsleite, Neuschönau, Waldrandsiedlung, Fischhub und Innere Stadt (Altstadt) sowie Schlüsselhof-Ort (bei beiden letzteren bildet der Ennsfluss die Grenze). Bekannt ist der Stadtteil für den Bahnhof Steyr, die ehemalige Synagoge, die Evangelische Kirche Steyr, den Altstadtbestand in der Haratzmüllerstraße und der Johannesgasse sowie für die Einkaufsstraße Pachergasse. Hier entstand auch anstelle des alten Möbel Braunsberger das neue Bürohochhaus Südpool (fertiggestellt 2008). An der Haratzmüllerstraße befindet sich beim Flößerdenkmal und der Ennsbrücke das Hotel Minichmayr. Von der Dukartstraße beim Kollertor hat man einen Überblick über die gesamte Altstadt von Steyr sowie einen Blick zum Stadtteil Steyrdorf.

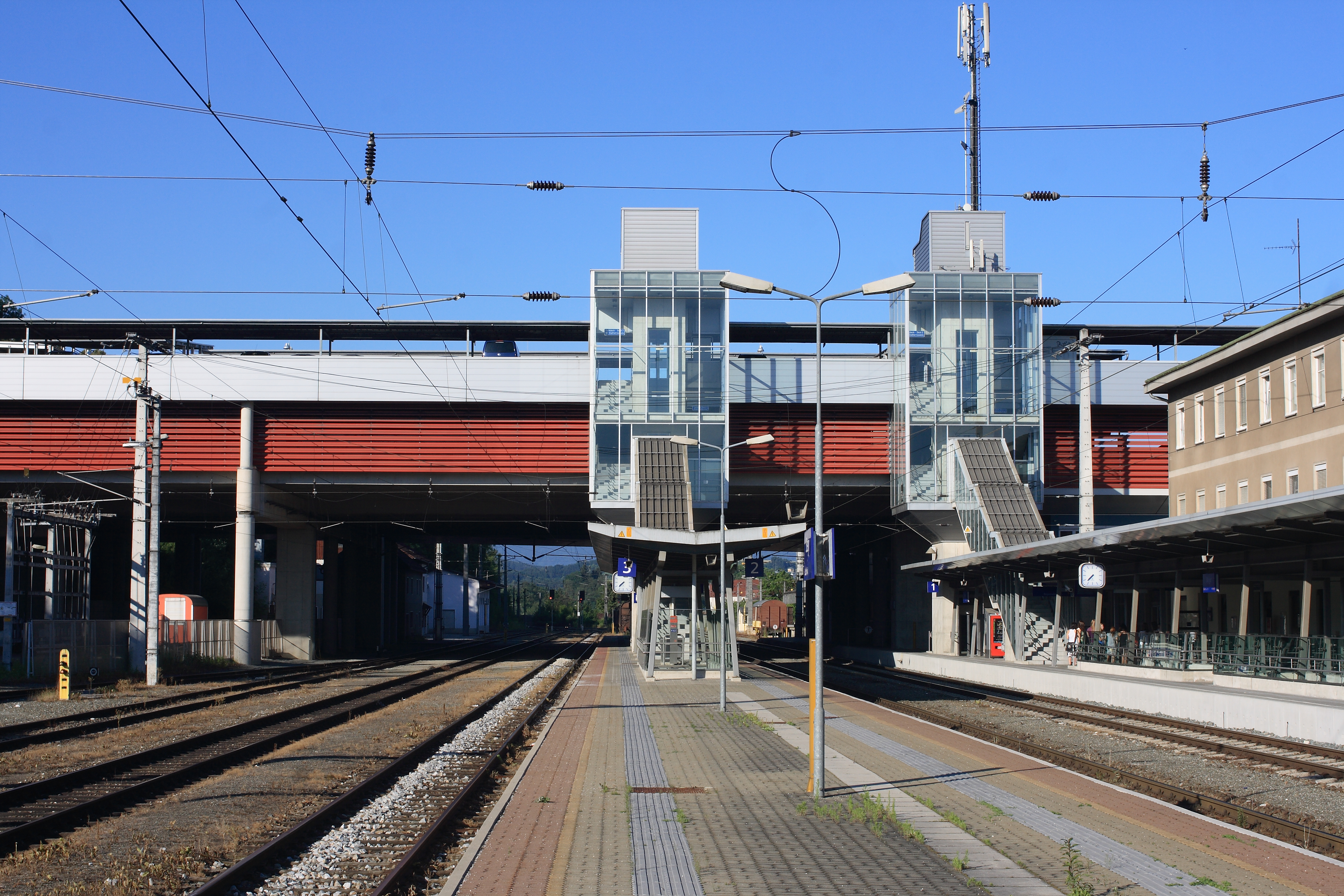
Bahnhof mit Parkdeck
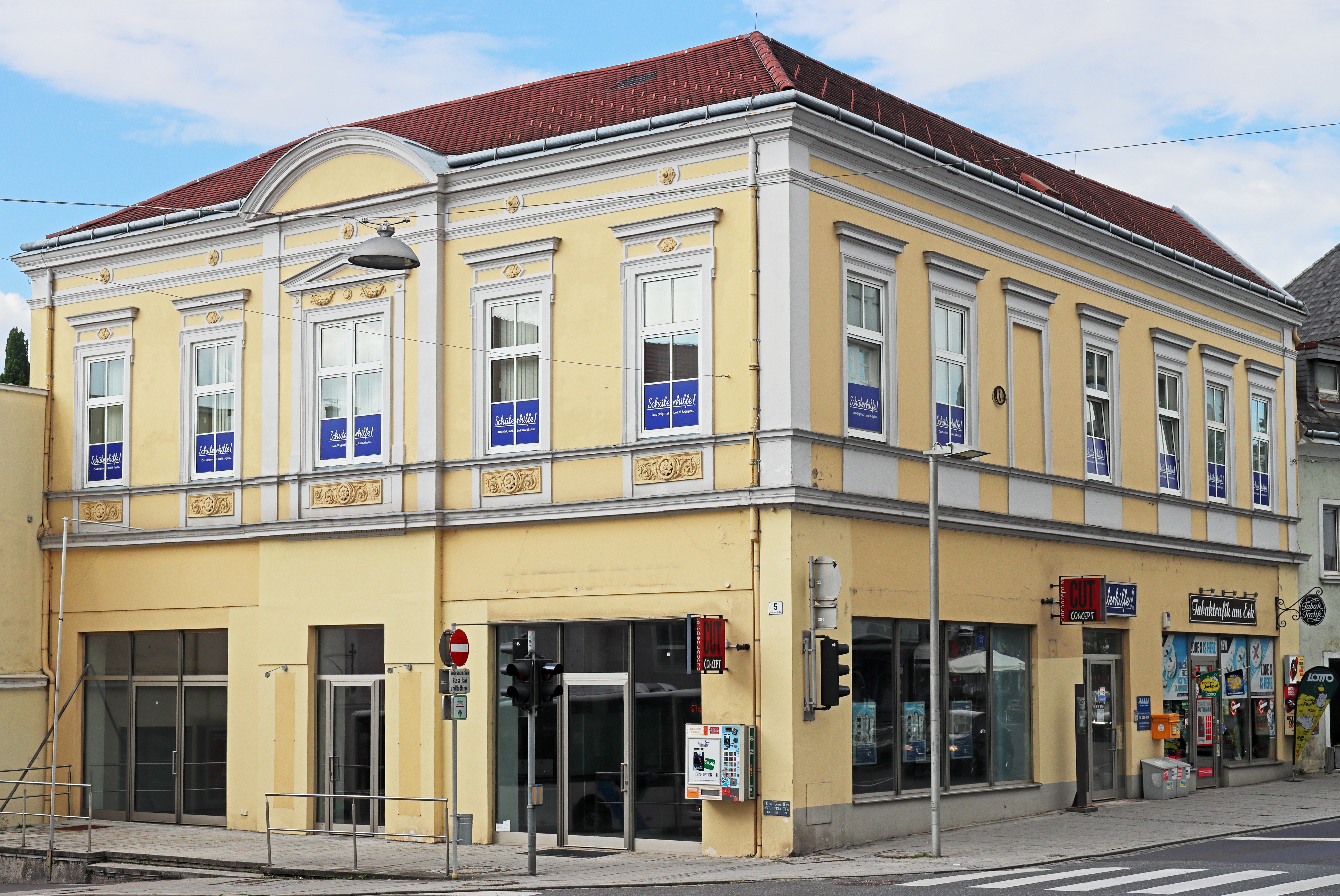
Das ehemalige Bethaus in der Bahnhofstraße
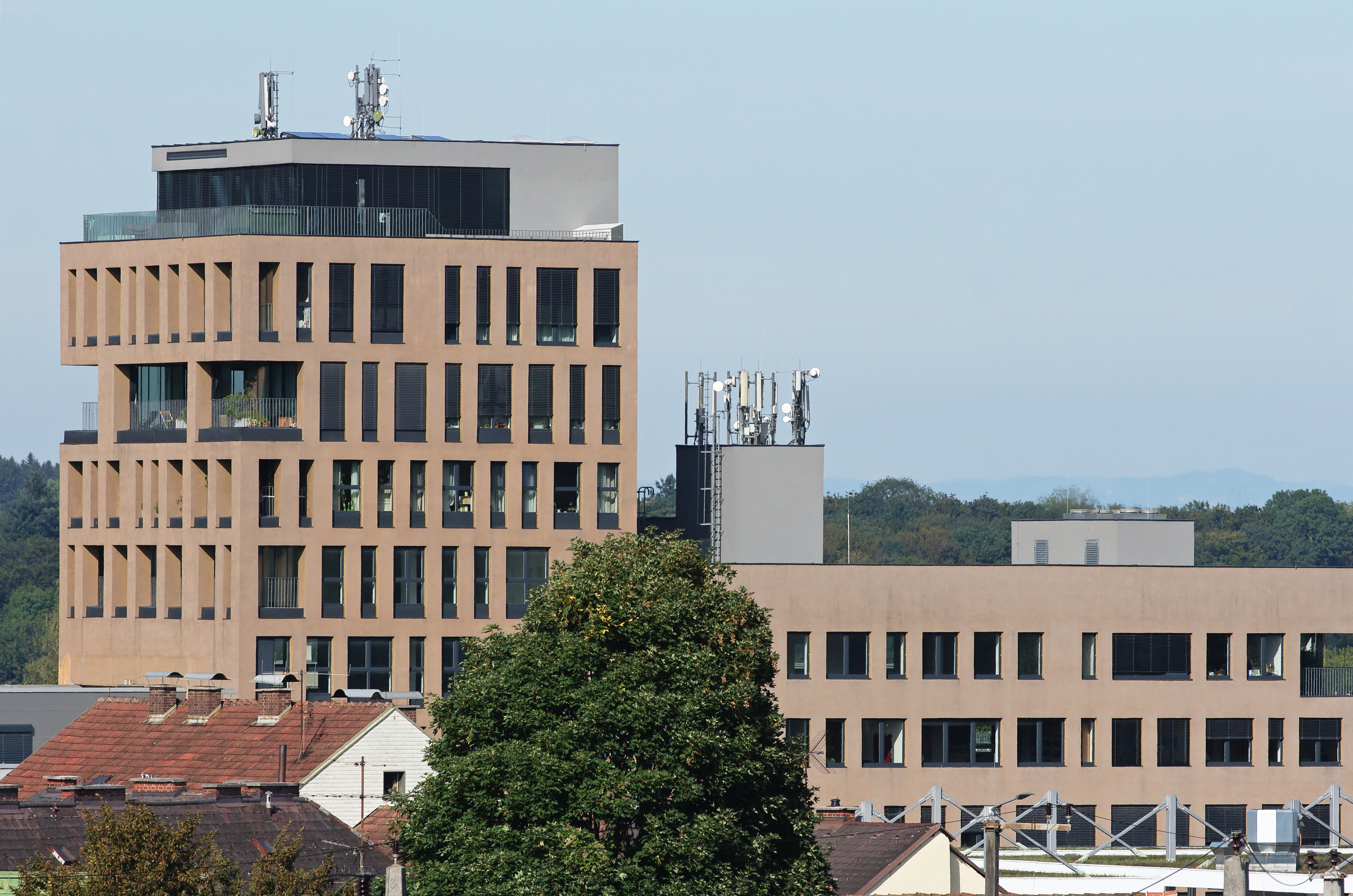
Südpool-Bürohaus
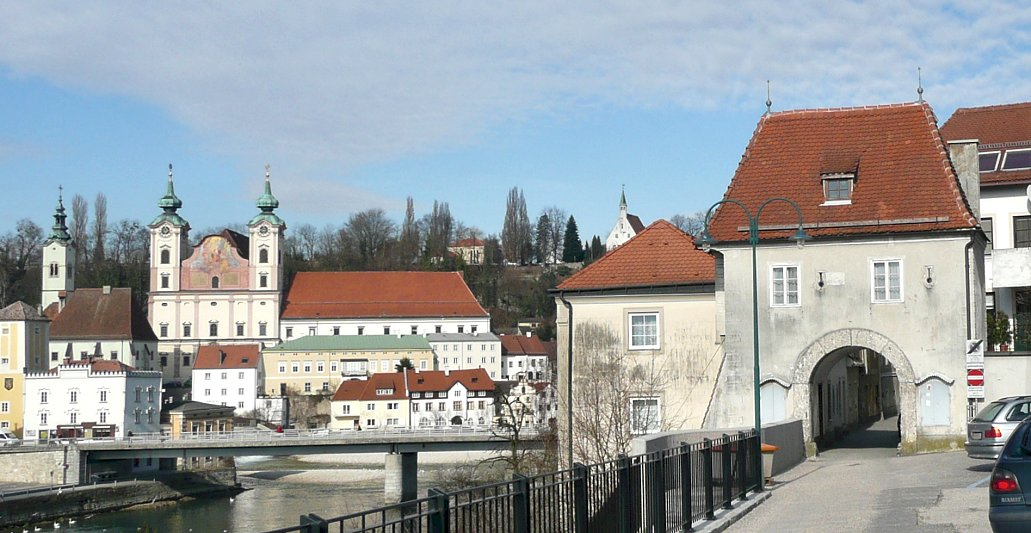
Blick von Ennsdorf nach Steyrdorf, ganz rechts das Kollertor